# Liothula omnivora
Liothula omnivora är en fjärilsart som beskrevs av Richard William Fereday 1878. Liothula omnivora ingår i släktet Liothula och familjen säckspinnare. Inga underarter finns listade i Catalogue of Life.